# والتر رير
والتر رير (بالألمانية: Walther Reyer)‏ هو ممثل نمساوي، ولد في 4 سبتمبر 1922 في النمسا، وتوفي بنفس المكان في 5 سبتمبر 1999.

## وصلات خارجية
- والتر رير على موقع IMDb (الإنجليزية)
- والتر رير على موقع ألو سيني (الفرنسية)
- والتر رير على موقع ميوزك برينز (الإنجليزية)
- والتر رير على موقع أول موفي (الإنجليزية)
- والتر رير على موقع قاعدة بيانات الأفلام السويدية (السويدية)
- والتر رير على موقع ديسكوغز (الإنجليزية)
- والتر رير على موقع قاعدة بيانات الفيلم (الإنجليزية)
- والتر رير على موقع كينوبويسك (الروسية)